# Penyffordd
Penyffordd es una localidad situada en el condado de Flintshire, en Gales (Reino Unido). Tiene una población estimada, a mediados de 2020, de 4318 habitantes.
Está ubicada al noreste de Gales, cerca de la costa de la mar de Irlanda y de la desembocadura del río Dee, y a poca distancia al oeste de la ciudad inglesa de Liverpool.